# Darband (ort i Iran, Markazi)
Darband (persiska: دربند) är en ort i Iran.   Den ligger i provinsen Markazi, i den nordvästra delen av landet, 170 km väster om huvudstaden Teheran. Darband ligger 1 656 meter över havet och antalet invånare är 259.
Terrängen runt Darband är kuperad söderut, men norrut är den platt.Runt Darband är det ganska glesbefolkat, med 21 invånare per kvadratkilometer. Närmaste större samhälle är Nowbarān, 5,0 km norr om Darband. Omgivningarna runt Darband är i huvudsak ett öppet busklandskap.